# 陳宏一 (1967年)
陳宏一（英語：Chen Hung-i，1966年2月14日—），台灣高雄人，廣告、MV及電影導演，高雄市立高雄高級中學、國立台灣大學哲學系畢業。
曾憑第二部劇情長片《消失打看》獲得第13屆台北電影節最佳導演獎，也多次獲得廣告、短片和MV等獎項。 臺灣意識形態廣告鼻祖。

## 作品

### 音樂錄影帶
| 年份   | 歌曲名稱                    | 演唱者        | 收錄專輯                             |
| ------ | --------------------------- | ------------- | ------------------------------------ |
| 1996年 | Lemon Tree                  | 蘇慧倫        | Lemon Tree                           |
| 1996年 | 鴨子                        | 蘇慧倫        | 鴨子                                 |
| 1997年 | 傻瓜                        | 蘇慧倫        | 傻瓜                                 |
| 1997年 | 沒有人理我                  | 蘇慧倫        | 傻瓜                                 |
| 1998年 | 膽小鬼                      | 梁詠琪        | 梁詠琪 (國語專輯)                    |
| 1998年 | 很愛很愛你                  | 劉若英        | 很愛很愛你                           |
| 1999年 | 擁抱                        | 五月天        | 五月天第一張創作專輯                 |
| 1999年 | 防空洞                      | 蘇慧倫 張震嶽 | Happy Hours                          |
| 1999年 | 一天一天                    | 蘇慧倫        | 懒人日记                             |
| 2000年 | 後來                        | 劉若英        | 我等你                               |
| 2000年 | 終結孤單                    | 五月天        | 愛情萬歲                             |
| 2000年 | 溫柔                        | 五月天        | 愛情萬歲                             |
| 2000年 | 明白                        | 五月天        | 愛情萬歲                             |
| 2001年 | 成全                        | 劉若英        | 年華                                 |
| 2001年 | 人生海海                    | 五月天        | 人生海海                             |
| 2002年 | 一輩子的孤單                | 劉若英        | Love and the City                    |
| 2003年 | 武裝                        | 五月天        | 時光機                               |
| 2004年 | 垃圾車(朋友版)              | 五月天        | 神的孩子都在跳舞                     |
| 2008年 | 突然好想你                  | 五月天        | 後青春期的詩                         |
| 2009年 | 別再為他流淚                | 梁靜茹        | 靜茹＆情歌-別再為他流淚              |
| 2009年 | I NO                        | 盧廣仲        | 七天                                 |
| 2010年 | 我恨你                      | 柯有倫        | 無畏無懼                             |
| 2010年 | 美麗                        | 柯有倫        | 無畏無懼                             |
| 2010年 | 懼高症                      | 徐佳瑩        | 極限                                 |
| 2010年 | 迪斯可                      | 徐佳瑩        | 極限                                 |
| 2010年 | 黑色月亮                    | 楊丞琳        | 異想天開                             |
| 2011年 | 都什麼時候了                | 張惠妹        | 你在看我嗎                           |
| 2011年 | 青蔥                        | 何韻詩        | Green                                |
| 2011年 | 兩寸半舞曲                  | 女孩與機器人  | Miss November                        |
| 2011年 | Spinning Around（自己跳舞） | 女孩與機器人  | Miss November                        |
| 2011年 | 柳樹下                      | 謝和絃        | 於是長大了以後                       |
| 2011年 | 微加幸福                    | 郁可唯        | 微加幸福                             |
| 2011年 | 說到愛                      | 蔡健雅        | 說到愛                               |
| 2011年 | 請你給我好一點的情敵        | 田馥甄        | My Love                              |
| 2011年 | 晚安晚安                    | 魏如萱        | 不允許哭泣的場合                     |
| 2012年 | 你敢不敢                    | 徐佳瑩        | 理想人生                             |
| 2012年 | 馬賽克                      | 蔡依林        | Muse                                 |
| 2012年 | 忘了                        | 楊丞琳        | 想幸福的人                           |
| 2012年 | 少年維特的煩惱              | 楊丞琳        | 想幸福的人                           |
| 2012年 | 如果你愛我                  | 艾怡良        | 如果你愛我                           |
| 2012年 | 任性情人                    | 王心凌        | 愛不愛                               |
| 2012年 | That Girl                   | 張韶涵        | 有形的翅膀                           |
| 2012年 | 我不願讓你一個人（末日版）  | 五月天        | 第二人生                             |
| 2012年 | 我不願讓你一個人（明日版）  | 五月天        | 第二人生                             |
| 2012年 | 累                          | 韋禮安        | 有人在等                             |
| 2012年 | 暫時的男朋友                | 嚴爵          | 單細胞                               |
| 2013年 | 雨水一盒                    | 陳綺貞        | 時間的歌                             |
| 2013年 | 小丑的姿態                  | 楊乃文        | ZERO                                 |
| 2014年 | 擁抱Embrace（2014年版）     | 五月天        | 步步自選作品輯 The Best of 1999-2013 |
| 2014年 | 甩開                        | 丁噹          | 敢愛敢當                             |
| 2014年 | 安慰                        | 白安          | 接下來是什麼                         |
| 2014年 | 喜劇之王                    | 李榮浩        | 李榮浩                               |
| 2015年 | 聽                          | 方大同        | JTW 西遊記                           |
| 2015年 | 不將就                      | 李榮浩        | 不將就                               |
| 2015年 | 我想知道你的一切            | HUSH          | 機會與命運                           |
| 2016年 | 滿座                        | 李榮浩        | 有理想                               |
| 2016年 | 後來的我們                  | 五月天        | 自傳                                 |
| 2017年 | 慣性取暖                    | 小宇          | 同在                                 |
| 2017年 | 戒菸                        | 李榮浩        | 嗯                                   |
| 2017年 | 親愛的                      | 王力宏        | A.I. 愛                              |
| 2017年 | 無窮                        | 吳汶芳        | 我來自...                            |
| 2018年 | 裝醉                        | 張惠妹        | 偷故事的人                           |
| 2018年 | 王牌冤家                    | 李榮浩        | 耳朵                                 |
| 2018年 | 換句話說                    | HUSH          | 換句話說                             |
| 2019年 | 鑽石                        | 白安          | 1990s                                |
| 2019年 | 記恨                        | 郁可唯        | 路過人間                             |
| 2019年 | 昏你                        | 余佩真        | 真 真                                |
| 2019年 | 變心記                      | 蔡旻佑        | 變心記                               |
| 2019年 | 伎倆                        | 蔡旻佑        | 變心記                               |
| 2020年 | 我吃故我在                  | 周華健        | 少年                                 |
| 2020年 | 真面目                      | 蘇慧倫        | 面面                                 |
| 2022年 | 只在意你的一切              | 曾沛慈        | 今天陽光就是特別耀眼特別和諧         |
| 2022年 | 不夠特別的我不要            | 白安          | 沒有人寫歌給你過吧                   |
| 2022年 | 如果你需要安慰              | 江健榆        | 當你在城市醒來                       |
| 2023年 | 孤傲                        | 陳昊森        | Almost Human                         |

### 長片
- 2008年：《花吃了那女孩》
  - 2008年：第45屆金馬獎－最佳造型設計
  - 2008年：香港國際電影節－台灣新生代單元
  - 2008年：義大利Levante國際影展－最佳剪輯、最佳攝影
- 2011年：《消失打看》
  - 2011年：第13屆台北電影節最佳導演、最佳女演員、最佳攝影獎、最佳音樂獎、瑞士Fribourg影展(FIFF)評審團特別推薦獎
  - 入選法國南特影展競賽單元、義大利都靈影展、溫哥華國際影展、斯德哥爾摩國際影展、韓國富川國際奇幻影展、香港國際電影節、舊金山台灣電影節
- 2014年：《相愛的七種設計》 
  - 獲第48屆休⼠頓國際影展最佳劇情片， 入圍第五⼗一屆⾦馬獎最佳新演員/ 最佳視覺效果，
  - 台北電影節競賽片，獲邀參加北京電影節、新加坡華語電影節、香港亞洲電影節、兩岸電影節、⾼雄電影節等。
- 2017年：《自畫像》
  - 鹿特丹影展大銀幕競賽片、⾦⾺奇幻影展開幕片、西班牙格拉納達影展最佳影片、洛杉磯華語電影節獨立精神獎、印度國際電影節甘地獎競賽片、亞太電影獎最佳影片提名、獲邀斯洛伐克國際影展特別放映、 台北電影節競賽片、香港亞洲電影節放映、比利時根特影展、法國南特影展
- 2021年：《揭大歡喜》
  - 鹿特丹影展大銀幕競賽片
- 2024年：《(真)新的一天》
  - 獲第60屆金馬獎最佳攝影

### 短片
- 1989年：《硬與凹間穿no3陽痿》8mm
  - 獲第1屆中時非商業影片首獎
  - 金穗獎最佳實驗片
- 1999年：《黑盒子》 video
  - 獲邀福岡video art影展
- 2002年：Hair / On Air video
  - 台北金馬國際影展
- 2005年：《消失的手》16mm
  - 入選十分鐘影展
- 2006年：《不愛-情歌》
  - 受邀台北電影節-華語導演觀摩片
- 2006年：《結婚》
  - 獲29屆金穗獎首獎、最佳攝影
- 2006年：《生日快樂》
  - 獲29屆金穗獎最佳實驗片
- 2019年:《 鏡文學驚悚劇場 虎 》
  - 台北電影節

### 紀錄片
- 《優劇場七彩溪水落地掃》 video
  - 入圍中時非商業影展

## 獎項
- 1989年：《硬與凹間穿no3陽痿》8mm. 獲第1屆中時非商業影片首獎.  金穗獎最佳實驗片
- 2006年：29屆金穗獎首獎、最佳攝影《結婚》
- 2006年：29屆金穗獎最佳實驗片《生日快樂》
- 2008年：《花吃了那女孩》第45屆金馬獎－最佳造型設計. 義大利Levante國際影展－最佳剪輯、最佳攝影
- 2011年：《消失打看》台北電影獎最佳導演、最佳女演員、最佳攝影獎、最佳音樂獎. 瑞士Fribourg影展(FIFF)評審團特別推薦獎
- 2014年：《相愛的七種設計》第48屆休⼠頓國際影展最佳劇情片
- 2017年：《自畫像》西班牙格拉納達影展最佳影片、洛杉磯華語電影節獨立精神獎

金曲獎最佳單曲歌唱錄影帶影片獎
- （1994）黃舒駿／ 我是誰

金曲獎最佳單曲歌唱錄影帶影片獎入圍
- （2016）HUSH／我想知道你的一切《機會與命運》
- （2008）王菀之／學會
- （2003）劉若英 / 一輩子的孤單
- （2002）卓文萱/ 想家
- （1993）黃舒駿／思念進行曲

## 外部連結
- 紅色制作所 （页面存档备份，存于）
- 陳宏一的Facebook專頁
- 陳宏一的新浪微博
- 陳宏一在Flickr上的页面
- 陳宏一在互联网电影资料库（IMDb）上的資料（英文）（英文）
- 陳宏一在香港影庫上的簡介
- 陳宏一在豆瓣上的资料（简体中文）
- 陳宏一在时光网上的簡介（简体中文）
- 電影工作者 - 陳宏一